# Richezza de Lorraine
Pour les articles homonymes, voir Richezza de Pologne.
Richezza de Lorraine (en polonais : Rycheza Lotaryńska), née vers 993 et morte le 21 mars 1063 à Saalfeld en Thuringe, fut reine de Pologne de 1025 à 1031, puis duchesse de Pologne de 1032 à 1034, en tant qu'épouse du souverain Mieszko II Lambert.
Du lien matrimonial constitué entre Richezza et Mieszko, le jeune État polonais se rattache à la tradition des royaumes francs. Après le décès de son mari, la veuve s'est retirée aux domaines de sa famille, les Ezzonides, au sein du Saint-Empire romain. Par leurs descendants, elle est devenue l'ancêtre des dynasties européennes des Piast, des Riourikides et des Árpád.

## Biographie

### Origine
Richezza est la fille du comte palatin Ezzo de Lotharingie et de son épouse Matilde de Saxe, fille du couple impérial Otton II et Théophano. Son frère aîné Otton fut duc de Souabe à partir de 1045, son frère cadet Hermann est nommé cardinal et archevêque de Cologne en 1036.
En 1000 déjà, lors du congrès de Gniezno, le père de Mieszko II, Boleslas Ier de Pologne, avait négocié le mariage de son fils. L'empereur Otton III, sans enfants lui-même, a proposé les filles de sa sœur Matilde qui pourraient devenir la fiancée du prince héritier. Toutefois, après la mort d'Otton III en 1002, le mariage a été retardé à cause de la dégradation des relations pendant la guerre germano-polonaise. Enfin, Boleslas a lancé un appel urgent pour que le roi Henri II respecte l'accord conclu par son prédécesseur. Il envoya à la cour d'Henri son fils Miezko II et le roi a profité de cette occasion pour s'entendre avec le duc polonais ainsi qu'avec les Ezzonides.
À Pentecôte 1013, Richezza épouse Mieszko II de Pologne, fils de Boleslas Ier de Pologne, à Mersebourg. La guerre germano-polonaise a été terminée par le traité de Bautzen conclu en 1018. En 1021, Richezza et Miesko ont participé à la consécration de la cathédrale de Bamberg.

### Reine de Pologne

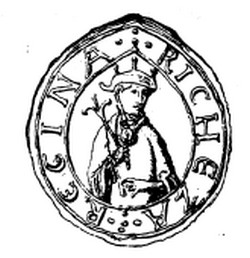
Sceau de la reine Richezza de Pologne.

Mieszko succède à son père, le 17 juin 1025. Le 25 décembre suivant, Mieszko et Richezza sont couronnés roi et reine de Pologne dans la cathédrale de Gniezno par l'archevêque Hipolit. Le nouveau roi est très vite contesté par ses deux frères, Bezprym et Otto qui le renverse en 1031, avec l'aide de l'empereur Conrad II le Salique. Mieszko se réfugie en Bohême où il est emprisonné est émasculé sur ordre du duc Ulrich. De leur côté, Richezza et ses enfants fuient vers la Germanie avec les joyaux de la couronne de Pologne qu'ils remettent à l'empereur, selon certaines sources.
Pendant ce temps, Bezprym s'empare du royaume qu'il transforme en duché et fait allégeance au Saint-Empire. Otto, qui n'a pas reçu de territoire, se rapproche alors de Mieszko et complote contre Bezprym qui est assassiné. Le 7 juillet 1032, l'empereur Conrad II divise la Pologne en trois duchés qu'il répartit entre Mieszko, Otto et leur cousin Dytryk (pl). À la mort d'Otto en 1032, pendant que Conrad II est aux prises avec les Luticiens et les Bohémiens, Mieszko chasse Dytryk et réunifie la Pologne. Il entame alors une cruelle répression avant d'être à son tour assassiné le 10 mai 1034.
Il semblerait que Miezko et Richezza ne se soient jamais retrouvés et aient été officiellement divorcés. Quoi qu'il en soit, Richezza ne retournera jamais en Pologne, même si l'empereur lui permet de conserver son titre de reine.

### Retour au Saint-Empire

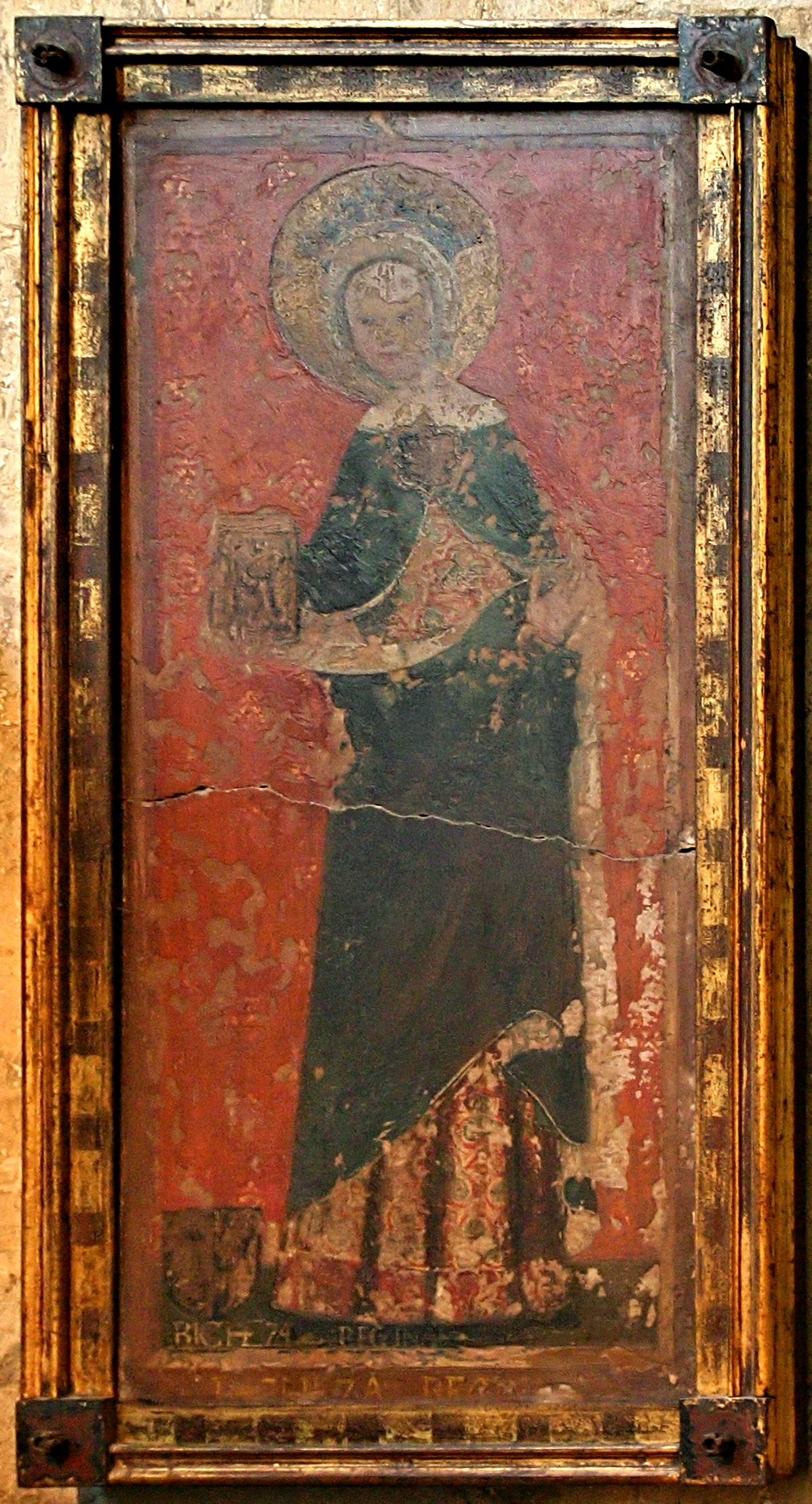
Portrait de Richezza dans la chapelle de Saint-Jean de la cathédrale de Cologne.

Le retour de Richezza en Germanie oblige à une redistribution de l'héritage de son père, car il n'avait pas été envisagé que Richezza eut un jour besoin d'un endroit à résider. Elle reçoit donc les domaines de Saalfeld en Thuringe. Depuis ici, Richezza conduit l'opposition polonaise qui soutient son fils Casimir, qui avec l'aide de Conrad II remonte sur le trône de Pologne en 1039.
Dans les années 1040, Richeza et ses enfants résident probablement à Klotten au bord de la Moselle. En 1047, son frère Otton de Souabe, dernier représentant mâle des Ezzonides, décède subitement. Sa mort semble beaucoup affecter Richeza de qui il était très proche. Selon Bruno de Toul (futur pape Léon IX), lors des funérailles à Brauweiler, Richezza place toute sa joaillerie sur l'autel et déclare qu'elle vivrait désormais comme une nonne. Richezza hérite néanmoins de vastes possessions en Lotharingie.
Dans une charte datée du 17 juillet 1051, Richezza participe à la réorganisation des propriétés des Ezzonides. Elle, sa sœur Theophanu, abbesse d'Essen, et son frère Hermann, archevêque de Cologne, transfèrent le siège de l'abbaye de Brauweiler vers l'archidiocèse de Cologne. La raison de ce transfert réside probablement dans un désir de protéger l'héritage des Ezzonides : de dix enfants d'Ezzo seuls Richezza et Otto ont eu des enfants, or aucun de ces enfants n'est en position de défendre cet héritage. Le transfert au diocèse, dirigé par Hermann II, a pour but d'assurer la cohésion de la propriété. Cette réorganisation, qui émane du fait qu'Hermann survivrait probablement à ses frères et sœurs, échoue car ce dernier décède en 1056. Annon II qui lui succède à l'archevêché tente d'augmenter la puissance de son diocèse au détriment des derniers Ezzonides.
Richeza décède à Saalfeld, le 21 mars 1063. Elle est inhumée à Cologne dans l'église Sainte-Marie et Gradus (en) et non près de la tombe de sa mère dans l'abbaye de Brauweiler, comme elle en avait émis le souhait. En 1817, les ossements furent posés dans la cathédrale de Cologne.
Après sa mort, Richezza est vénérée comme une sainte. Sa mémoire liturgique est célébrée le 21 mai.

## Mariage et descendance
De son mariage avec Mieszko II de Pologne, Richezza eut quatre enfants:
- Boleslas ;
- Casimir (25 juillet 1016 – 19 mars 1058), duc de Pologne (1039 - 1058) ;
- Richezza (v.1018 – ap. 1060), épouse de Béla Ier de Hongrie ;
- Gertrude (1025 – 4 janvier 1108), épouse d'Iziaslav Ier de Kiev.